# Vermont Academy
La Vermont Academy est une école privée mixte pour enfants de neuf à douze ans, un pensionnat et une école préparatoire à l'Université américaine, située à Saxtons River, dans le Vermont.

## Histoire
Fondée en 1876 comme une école pour jeunes garçons, elle donne alors une attention particulière aux activités de plein air.
Aujourd'hui, son campus s'étend sur 208 hectares et elle compte 228 élèves dont 46 étudiants internationaux.

## Étudiants célèbres
- John Barrett (1866-1938) : diplomate
- Paul Harris (1868-1947) : fondateur du Rotary International
- Joe Perry (né en 1950) : guitariste d'Aerosmith
- Samuel B. Pettengill (en) (1886-1974) : homme politique
- Russell W. Porter (1871-1949) : explorateur et astronome
- Archibald Query (en) (1873-1964) : inventeur de la pâte de guimauve
- Florence Rena Sabin (1871-1953) : femme médecin